# ستاشوف (ناحیه سویتاوی)
ستاشوف (به چکی: Stašov) یک منطقهٔ مسکونی در جمهوری چک است که در ناحیه سویتاوی واقع شده‌است. ستاشوف ۱۳٫۲۶ کیلومتر مربع مساحت و ۲۴۸ نفر جمعیت دارد و ۵۸۵ متر بالاتر از سطح دریا واقع شده‌است.